# Избирачица (филм)
Избирацица је југословенски филм из 1961. године. Режирали су га Димитрије Ђурковић и Маријан Вајда, а сценарио је написао Димитрије Ђурковић по истоименом делу Косте Трифковића.

## Радња
Око обесне Малчике и њене смерне рођаке Савете скупља се гомила удварача. Тошица и Штанцика боре се за руку Малчике, док је Бранко заљубљен у Савету.
Бојажљива Савета међутим не одговара на његова удварања па он помисли да јој се не свиђа, да би јој се осветио прелази у табор Малчикиних удварача.

## Улоге
| Глумац                     | Улога    |
| -------------------------- | -------- |
| Жижа Стојановић            | Малчика  |
| Стеван Шалајић             | Тошица   |
| Милица Радаковић           | Савета   |
| Владимир Матић             | Бранко   |
| Анђелија Веснић            | Милица   |
| Зоран Стојиљковић          | Станчика |
| Лазар Богдановић           |          |
| Илинка Душановић           |          |
| Иван Хајтл                 |          |
| Стојан Јовановић           |          |
| Тома Јовановић             |          |
| Драгутин Колесар           |          |
| Ружица Комненовић          |          |
| Драгољуб Гула Милосављевић |          |
| Софија Перић Нешић         |          |
| Љубица Раваси              |          |
| Добрила Шокица             |          |
| Петар Вртипрашки           |          |

Комплетна филмска екипа  ▼
| Редитељ                   | Димитрије Ђурковић  |                          |
| Редитељ                   | Маријан Вајда       |                          |
| Сценариста                | Димитрије Ђурковић  | (адаптација)             |
| Сценариста                | Коста Трифковић     | (комедија „Избирацица”)  |
| Сценариста                | Маријан Вајда       | (адаптација)             |
| Композитор                | Дарко Краљић        |                          |
| Директор фотографије      | Јосип Новак         |                          |
| Монтажер                  | Катарина Стојановић |                          |
| Сценограф                 | Душан Јеричевић     |                          |
| Уметнички директор        | Милета Лесковац     |                          |
| Уметнички директор        | Жељко Сенечић       |                          |
| Декоратер сцене           | Драгослав Васиљевић |                          |
| Костимограф               | Јелисавета Гобецки  |                          |
| Костимограф               | Стана Јатић         |                          |
| Одсек за шминку           | Бранко Ћатовић      | шминке                   |
| Одсек за шминку           | Вера Ђерки          | фризерка                 |
| Одсек за шминку           | Вера Дојчиновић     | фризерка                 |
| Одсек за шминку           | Душан Јовицин       | фризер                   |
| Одсек за шминку           | Тереза Кујунџић     | шминкерка                |
| Одсек за шминку           | Јулкица Недељковић  | фризерка                 |
| Одсек за шминку           | Зорица Ратаров      | шминкерка                |
| Менаџер продукције        | Бранислав Дрљевић   | вођа снимања             |
| Менаџер продукције        | Светислав Јовановић | директор филма           |
| Менаџер продукције        | Живота Јовановић    | помоћник организатора    |
| Менаџер продукције        | Светозар Удовички   | помоћник директора филма |
| Помоћник режије           | Драгутин Костић     | помоћник редитеља        |
| Помоћник режије           | Бранко Милошевић    | помоћник редитеља        |
| Одсек за звук             | Божидар Вукадиновић | тон мајстор              |
| Одсек за камеру и расвету | Станоје Алексић     | пратилац камере          |
| Одсек за камеру и расвету | Ђорђе Јовчић        | вођа расвете             |
| Одсек за камеру и расвету | Стево Ландуп        | први асистент сниматеља  |
| Одсек за камеру и расвету | Душан Недељковић    | пратилац камере          |
| Одсек за камеру и расвету | Бранко Тодоровић    | фотограф                 |
| Одсек за костим           | Лазар Стефановић    | гардеробер               |
| Одсек за костим           | Споменка Видаковић  | гардеробер               |
| Одсек за монтажу          | Бранка Чеперац      | асистент монтажера       |
| Одсек за монтажу          | Нада Микша          | асистент монтажера       |
| Одсек за монтажу          | Предраг Стајић      | консултант за боју       |
| Музички одсек             | Петар Радосављевић  | музички сарадник         |
| Остала екипа              | Павле Јовановић     | секретар продукције      |
| Остала екипа              | Нада Недељковић     | секретар режије          |